# Clinton (Wisconsin)
Clinton ist eine Gemeinde (mit dem Status „Village“) im Rock County im US-amerikanischen Bundesstaat Wisconsin. Im Jahr 2010 hatte Clinton 2154 Einwohner.

## Geografie
Clinton liegt im Süden Wisconsins, rund 5 km nördlich der Grenze zu Illinois. Der am Mississippi gelegene Schnittpunkt der drei Bundesstaaten Wisconsin, Iowa und Illinois liegt 163 km westlich.
Die geografischen Koordinaten von Clinton sind 42°33′28″ nördlicher Breite und 88°51′54″ westlicher Länge. Das Gemeindegebiet erstreckt sich über eine Fläche von 3,63 km².
Nachbarorte von Clinton sind Avalon (9 km nördlich), Fairfield (14,9 km nordöstlich), Darien (14& km ostnordöstlich), Sharon (17,4 km südöstlich), Poplar Grove in Illinois (24,5 km südlich), Beloit (15,2 km südwestlich) und Janesville (25,2 km nordwestlich).
Die nächstgelegenen Großstädte sind Wisconsins Hauptstadt Madison (86,8 km nordwestlich), Milwaukee (107 km nordöstlich), Chicago (148 km südöstlich) und Rockford (46,8 km südsüdwestlich).

## Verkehr
Etwa einen Kilometer nördlich der Stadtgrenze von Clinton verläuft in West-Ost-Richtung die Interstate 43, die Milwaukee mit Rockford verbindet. Der Wisconsin State Highways 140 verläuft in Nord-Süd-Richtung als Hauptstraße durch das Zentrum von Clinton. Alle weiteren Straßen sind untergeordnete Landstraßen, teils unbefestigte Fahrwege sowie innerörtliche Verbindungsstraßen.
In Clinton treffen zwei Eisenbahnstrecken der Union Pacific Railroad zusammen.
Mit dem Southern Wisconsin Regional Airport in Janesville liegt 19,8 km westnordwestlich ein kleiner Flughafen. Die nächsten Verkehrsflughäfen sind der Dane County Regional Airport in Madison (96,2 km nordnordwestlich) und der Chicago Rockford International Airport (53,5 km südsüdwestlich).

## Bevölkerung
Nach der Volkszählung im Jahr 2010 lebten in Clinton 2154 Menschen in 801 Haushalten. Die Bevölkerungsdichte betrug 593,4 Einwohner pro Quadratkilometer. In den 801 Haushalten lebten statistisch je 2,58 Personen.
Ethnisch betrachtet setzte sich die Bevölkerung zusammen aus 92,9 Prozent Weißen, 0,6 Prozent Afroamerikanern, 0,1 Prozent amerikanischen Ureinwohnern, 0,3 Prozent Asiaten sowie 4,3 Prozent aus anderen ethnischen Gruppen; 1,8 Prozent stammten von zwei oder mehr Ethnien ab. Unabhängig von der ethnischen Zugehörigkeit waren 8,0 Prozent der Bevölkerung spanischer oder lateinamerikanischer Abstammung.
27,6 Prozent der Bevölkerung waren unter 18 Jahre alt, 57,4 Prozent waren zwischen 18 und 64 und 15,0 Prozent waren 65 Jahre oder älter. 51,5 Prozent der Bevölkerung war weiblich.
Das mittlere jährliche Einkommen eines Haushalts lag bei 48.871 USD. Das Pro-Kopf-Einkommen betrug 22.409 USD. 9,0 Prozent der Einwohner lebten unterhalb der Armutsgrenze.

## Persönlichkeiten
- Louis P. Harvey (1820–1862), siebter Gouverneur von Wisconsin (1862)[6], lebte mehrere Jahre in Clinton